# Rock & Roll (píseň, The Velvet Underground)
„Rock & Roll“ je třetí skladba z čtvrtého studiového alba newyorské rockové skupiny The Velvet Underground s názvem Loaded. Skladbu skupina nahrála v Atlantic Recording Studios v New Yorku 15. dubna 1970 a vyšla v září téhož roku na albu Loaded. Skladbu napsal frontman skupiny Lou Reed. Mimo alba Loaded skladba vyšla i na další albech Velvet Underground 1969: The Velvet Underground Live (1974), Another View (1986), Live MCMXCIII (1993), Rock and Roll: An Introduction to The Velvet Underground (2001) a také na sólových albech Lou Reeda Rock 'n' Roll Animal (1974), Rock and Roll Diary: 1967–1980 (1980), Live in Italy (1984) a American Poet (2001). Skladba byla také použita ve filmech A Guide to Recognizing Your Saints, Rock 'n' Roll High School a SLC Punk!. Coververzi skladby vydala například skupina The Runaways. Zpěvák Alice Cooper vydal svou verzi v roce 2020.